# Hugo el Grande
Hugo el Grande (¿?, 898-Dourdan, 16 o 17 de junio de 956 en frances Hugues le Grand) fue duque de Francia y conde de París.

## Biografía
Era hijo del rey Roberto I de Francia y de Beatriz de Vermandois, hija del conde Heriberto I de Vermandois, así como sobrino de Eudes I. Su madre era descendiente de Carlomagno. Su primer hijo varón, Hugo Capeto, llegó a ser rey de Francia en 987. Su familia se conoce como los Robertinos.
En 922 los barones del oeste de Francia, después de rebelarse contra el rey carolingio Carlos el Simple (que huye de su reino por el ataque), eligieron a Roberto I, padre de Hugo, como rey de la Francia Occidental. A la muerte de Roberto I en la batalla de Soissons en 923, Hugo rechazó la corona y esta pasó a su cuñado Raúl de Francia. Carlos, sin embargo, buscó ayuda para recuperar su corona de su primo el conde Heriberto II de Vermandois, que en lugar de ayudar al rey lo encarceló. Heriberto utilizó entonces a su prisionero para presionar en favor de sus propias ambiciones, usando la amenaza de liberar al rey hasta la muerte de Carlos en 929. A partir de entonces Heriberto II de Vermandois luchó contra el rey Raúl y su vasallo Hugo el Grande. Finalmente, Raúl y Heriberto II llegaron a un acuerdo en el 935.
En el año 936, al fallecer el duque Rodolfo de Borgoña, Hugo llegó a controlar todo el territorio situado entre los ríos Loira y Sena, prácticamente lo que fue la antigua Neustria, con la excepción del territorio que fue cedido a los normandos en 911. Tuvo un destacado papel en el regreso de Luis IV desde Inglaterra en 936, pero al casarse ese mismo año con Hedwige de Sajonia, hija de Enrique I el Pajarero de la Francia Oriental (Germania) y hermana del emperador Otón I el Grande, se iniciaron las disputas entre él y Luis IV. Tras la muerte del monarca, en 954, el poderoso duque de Francia y conde de París fue el primero en apoyar y reconocer como sucesor a Lotario.

## Matrimonios y descendencia
Hugo se casó en primer lugar, en el año 922,con Judith, hija de Roger Comte du Maine y su esposa Rothilde, quien murió sin hijos en 925. 
La segunda esposa de Hugo fue Eadhild, hija de Eduardo el Viejo, rey de los anglosajones. Se casaron en el año 926 y ella falleció en 938, sin hijos. 
La tercera esposa de Hugo fue Hedwige de Sajonia, hija de Enrique I el Pajarero y Matilde de Ringelheim.
Con Hedwige de Sajonia tuvo tres hijos y dos hijas:
- Beatriz (938-987), casada con Federico I, conde de Bar y duque de Baja Lorena;
- Hugo Capeto (940-996), duque y rey de Francia con el nombre de Hugo I;
- Emma (943-968), casada con el duque Ricardo I de Normandía;
- Otón Enrique (¿?-965), duque de Borgoña por la muerte de su suegro Gilberto de Chalon;
- Eudes Enrique (¿?-1002), duque de Borgoña a la muerte de su hermano.

Falleció en Dourdan el 16 o 17 de junio de 956.